# Richardson, Texas
Richardson là một thành phố thuộc quận Dallas, tiểu bang Texas, Hoa Kỳ. Năm 2010, dân số của xã này là 99223 người.

## Dân số
- Dân số năm 2000: 91802 người.
- Dân số năm 2010: 99223 người.